# 仲宣明
仲 宣明（なか のぶあき、1978年11月17日 - ）は、日本のプロボクサー。元日本バンタム級チャンピオン。兵庫県尼崎市出身。身長170cm。兵庫県立尼崎北高等学校卒。尼崎ボクシングジム所属。

## 来歴
渋る親を説得し高校でボクシングを始める。アマ戦績16戦14勝2敗。
1997年4月27日、プロデビュー。桑田貴夫に4R判定勝ちを収めた。
1998年12月19日、7連勝で全日本バンタム級新人王決定戦で晝間勇希を2RKOで下し、7連続KOで新人王となった。
2000年3月14日、その後3連勝で西岡利晃が返上し、空位の日本バンタム級王座を尾高栄一と争い、圧倒的2RTKOを下し戴冠。当時最年少10連続KOで王座奪取
池森久貴との防衛戦では疑惑の判定となったが、これを再戦で圧倒的なTKOで下したり、仲里繁らを退け7度防衛（7連続防衛）したタイトルを2002年11月30日、返上した。その12月にアルバイトの牛乳配達中に交通事故に巻き込まれ鎖骨を骨折しブランクを作ってしまう。
2003年11月8日、交通事故からの復帰戦を上杉博一とスーパーバンタム級で行い判定で勝利する。
2004年3月13日、WBAバンタム級王者ジョニー・ブレダル（デンマーク）にデンマークコペンハーゲンで挑戦。本来同級暫定王者戸高秀樹が統一戦の予定も、先送りされ1月前に急遽指名選手に選ばれた減量苦の影響もあってか12R判定で初黒星を喫した。
2005年1月29日、1戦1勝でサバイバルマッチを小島英次と行う。10R判定で敗れ4月16日尼崎市総合文化センターでの引退式を以って引退。小島もこの後網膜剥離によって引退を余儀なくされた。仲自身は惜しまれながら個人の意志で引退。